# Fluorescent Adolescent
«Fluorescent Adolescent» es la quinta canción del álbum Favourite Worst Nightmare, de la banda Arctic Monkeys. La canción salió como segundo sencillo el 4 de julio en Japón y el 9 de julio en Reino Unido y Latinoamérica.
Descrita como «la historia evocadora de un adolescente que deja su infancia atrás», la letra la escribió Alex Turner junto a su exnovia, Johanna Bennett. La canción surgió cuando Turner y Bennett rememoraban sobre la gente que ellos conocían de la escuela mientras estaban de vacaciones en el Mediterráneo. A pesar de no tener el puesto n.º 1 en los charts del Reino Unido, es considerada su canción más ampliamente conocida y popular.

## Ubicación en listas
«Fluorescent Adolescent» se ubicó en UK singles chart en el #55, #32 y #23 en las semanas respectivas, comenzando el 25 de junio, el 2 de julio y el 9 de julio. La canción llegó al #5 cuando lanzaron el CD la semana que comienza el 16 de julio, la mejor posición hasta el momento. Las tres canciones del B-side, «Plastic Tramp», «The Bakery» y «Too Much to Ask», aparecieron en el UK singles chart la semana del lanzamiento del sencillo en el #153, #161 y #178 respectivamente. También salió #1 del ranking de las 40 mejores canciones del 2007 en la radio FM Kabul de Buenos Aires, Argentina; al mismo tiempo fue elegida canción del año por los premios de la revista vía internet PurMusik en Chile.

## Video musical
Filmado a finales de abril de 2007, el video musical fue dirigido por Richard Ayoade (The IT Crowd) y destaca a Stephen Graham como un payaso. El video se vio por primera vez en Reino Unido por Channel 4 el 5 de junio a las 23:40, y estuvo disponible en internet al día siguiente.
El video está basado en una lucha entre un grupo de payasos y un grupo de lo que parecen ser mafiosos, en un depósito abandonado. Los líderes de los dos grupos tienen retrospectivas mostrando que eran amigos cuando eran pequeños. Durante los retrocesos, se pueden ver las fotos reales de los Arctic Monkeys cuando eran pequeños. A lo largo de la pelea, cada líder de grupo intenta matar al otro. Como punto culminante del vídeo, el líder mafioso intenta atropellar con un coche al líder payaso. Sin embargo, este último nota que el coche está perdiendo combustible; entonces deja caer un encendedor. El coche queda envuelto rápidamente en llamas y el líder payaso mira cómo se quema su viejo amigo. Y así termina el vídeo. El coche usado es un Morris Marina. Esta escena es similar al final del vídeo de Radiohead, de «Karma Police».
El vídeo está inspirado por un poema de John Cooper Clarke (de quien Alex admite ser un admirador y tomar inspiración para sus letras). El poema se llama El circo fuera de control, que también se puede leer en el interior del sencillo «Fluorescent Adolescent». Las líneas como «parque de atracciones fuera de control» y «payasos homicidas» apoyan esto.
El video fue precedido por una advertencia de imágenes violentas. Alex Turner dijo a MTV: «Esto (el video de música) es la mejor cosa que alguna vez hemos hecho», mientras que Jamie Cook dijo: «Esto es probablemente uno de los mejores videos en los últimos diez años» en la misma entrevista.

## Lista de canciones
- 7" RUG261

1. «Fluorescent Adolescent» - 2:57
2. «The Bakery» - 2:56

- CD RUG261CD, 10" RUG261T

1. «Fluorescent Adolescent» - 3:03
2. «The Bakery» - 2:56
3. «Plastic Tramp» - 2:53
4. «Too Much to Ask» - 3:05

## Posicionamiento en listas
| Listas (2007)        | Mejor posición |
| -------------------- | -------------- |
| Danish Singles Chart | 9              |
| French Singles Chart | 88             |
| Irish Singles Chart  | 12             |
| Poland (LP3)         | 4              |
| UK Indie Chart       | 1              |
| UK Singles Chart     | 5              |